# История почты и почтовых марок Британского Сомалиленда
История почты и почтовых марок Британского Сомалиленда описывает развитие почтовой связи в этом бывшем британском протекторате на севере Африканского Рога на побережье Аденского залива, с административным центром в Бербере, который существовал с 1884 года до обретения независимости 26 июня 1960 года и последующего объединения с подопечной территорией Сомали в составе независимого государства Сомали. Для почтовых нужд Британского Сомалиленда с 1903 года эмитировались почтовые марки.

## Выпуски почтовых марок
Первоначально на почтовые отправления из Британского Сомалиленда наклеивались почтовые марки Египта, затем Индии.

### Первые почтовые марки
В 1903 году примерно на 30 видах почтовых марок Британской Индии была сделана надпечатка текста англ. «British / Somaliland» («Британский / Сомалиленд»).

### Эдуард VII и Георг V
В 1904 году протекторат выпустил собственные марки оригинального рисунка колониального типа с изображением короля Эдуарда VII и надписью англ. «Somaliland Protectorate» («Протекторат Сомалиленд»).
Для выпусков Георга V использовался тот же дизайн с изображением Георга V.

### Георг VI

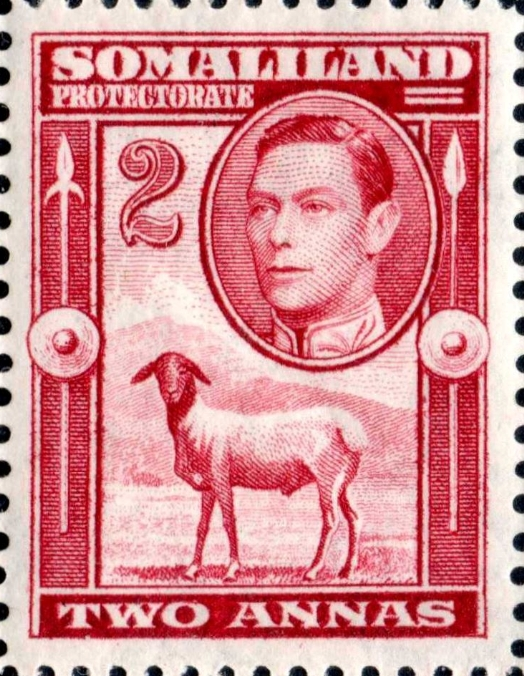
На почтовой марке номиналом 2 анна Георга VI надпись «Протекторат Сомалиленд»

После восхождения на престол Георга VI для новой серии из марок 12 номиналов были использованы три видовых рисунка: черноголовый берберский баран, антилопа малый куду и карта.
В 1935 году вышли первые памятные марки Британского Сомалиленда.
На серии почтовых марок 1938 года был изображён портрет короля в три четверти.
В 1942 году, после восстановления гражданской почты после итальянской оккупации, на новых почтовых марках протектората был использован портрет короля анфас, а рисунок с изображением барана был выгравирован заново.

### Смена валюты
Примерно в 1950 году валюта была изменена с анна и рупий на центы и шиллинги, при этом на почтовых марках 1942 года были сделаны соответствующие надпечатки новых тарифов. Выпуск, посвящённый 75-летию ВПС, был напечатан в центах и шиллингах, но датой его выпуска было 24 октября 1949 года (10 октября в Лондоне), до перехода на новую валюту, поэтому на этих марках пришлось сделать надпечатки тарифов в прежней валюте.

### Елизавета II

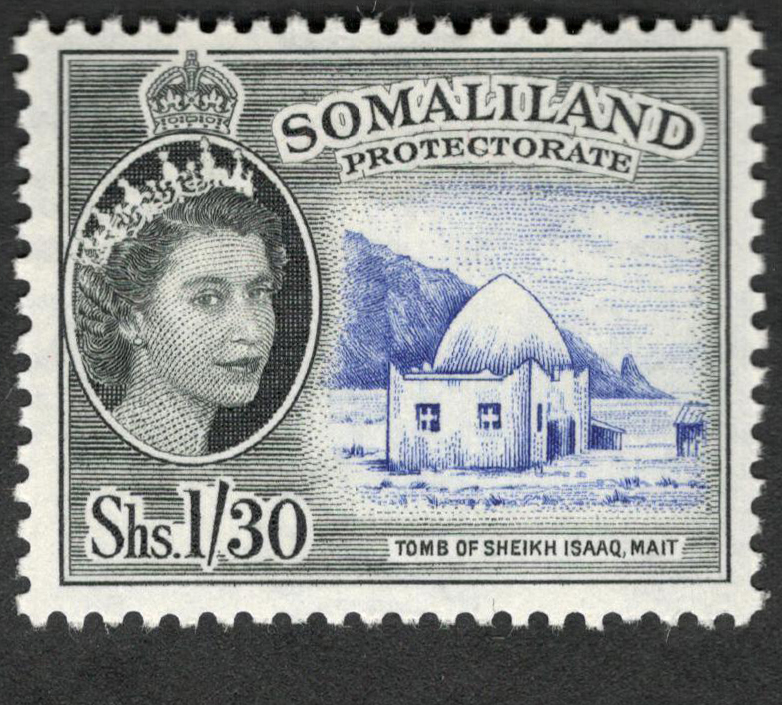
Почтовая марка протектората Британский Сомалиленд с изображением гробницы шейха Исаака в Майте

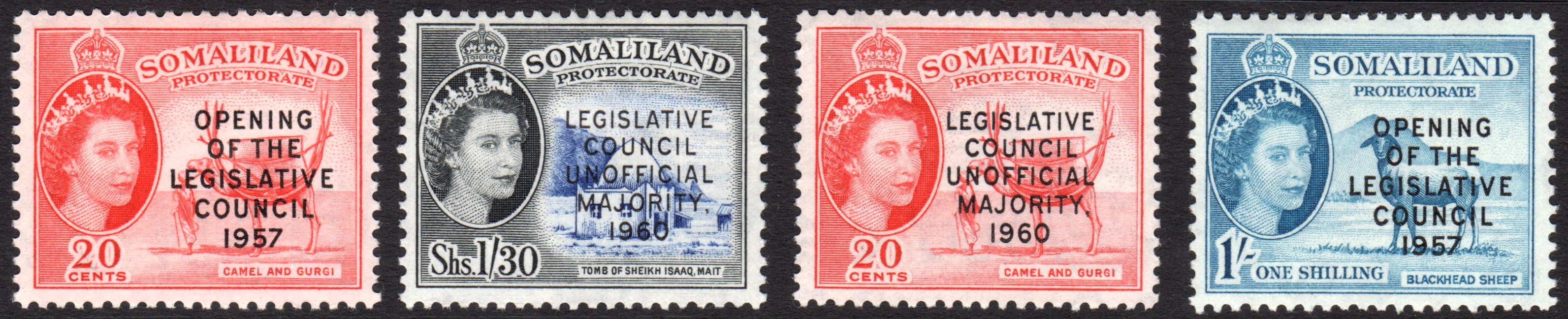
Марки Протектората Сомалиленд 1953 г. с надпечаткой в 1957 и 1960 годах для обозначения событий, связанных с Законодательным советом

Коронация Елизаветы II вызвала к жизни новую серию с изображением множества местных видов фауны и ландшафтов. На некоторых марках этой серии в 1957 году была сделана надпечатка текста «OPENING / OF THE / LEGISLATIVE / COUNCIL / 1957» («ОТКРЫТИЕ / ЗАКОНОДАТЕЛЬНОГО / СОВЕТА / 1957»), а в 1960 году — «LEGISLATIVE / COUNCIL / UNOFFICIAL / MAJORITY, / 1960» («ЗАКОНОДАТЕЛЬНЫЙ / СОВЕТ / НЕОФИЦИАЛЬНОЕ / БОЛЬШИНСТВО, / 1960»), чтобы отметить события, описанные соответствующими надпечатками.
Для почтовых марок Британского Сомалиленда характерны надписи: англ. «Somaliland protectorate» («Протекторат Сомалиленд»), «Postage and revenue» («Почтовый и гербовый сборы»). Всего было эмитировано 137 почтовых марок протектората.
Все почтовые марки Британского Сомалиленда были изъяты из продажи 25 июня 1960 года, когда Сомалиленд обрёл независимость. За неделю до официального объединения с Итальянским Сомали 1 июля была выпущена серия почтовых марок Итальянского Сомали с надпечаткой «Somaliland Independence 26 June 1960» («Независимость Сомалиленда 26 июня 1960 года»), которая считается первым выпуском независимого Сомали.

## Другие виды почтовых марок

### Служебные
В 1903-1905 годах выпускались служебные марки протектората. Надпечатка на служебных марках Британского Сомалиленда: англ. «OHMS» («На службе его величества»). Всего были выпущены 16 служебных марок.